# Pierre Terrail de Bayard
Pierre Terrail de Bayard (Pontcharra, 1473/1476 – Rovasenda o Romagnano Sesia, 30 aprile 1524) è stato un condottiero e cavaliere medievale francese, italianizzato poi in Baiardo (incerto il luogo di morte, Romagnano Sesia o Rovasenda). Signore di Bayard, si è particolarmente distinto durante le guerre d'Italia del XVI secolo. Le sue gesta gli valsero diversi soprannomi tra cui "Il cavaliere senza macchia e senza paura" o il "buon cavaliere"; fu l'ultimo grande rappresentante della cavalleria medievale, famoso giostratore e spadaccino.

## Aspetto e personalità
Nel ritratto che ne fece Jacques de Mailles, suo fedele scudiero nonché suo biografo, Baiardo appare un uomo dal volto affilato e pallido, con capelli bruni, un naso lungo e due occhi attenti e luminosi. Jacques scrive che Baiardo, piccolo di statura da bambino, crebbe notevolmente durante l'adolescenza, a sostegno di questo recenti studi sul suo cranio ipotizzano ch'egli avesse raggiunto 1,80 m, altezza notevole per la sua epoca.
Aymar du Rivail lo descrive "cortese, allegro; non orgoglioso, anzi modesto".
Per l'investitura a cavaliere che ricevette in battaglia, Baiardo si sentì sempre profondamente legato al codice d'onore cavalleresco. Lealtà assoluta anche verso i nemici, carità e soccorso furono le sue regole di vita, difatti si prodigò per il recupero delle prostitute e assistette di persona gli ammalati di peste. Mentre i suoi conterranei si abbandonavano alle violenze e alle razzie, Baiardo si mantenne sempre rispettoso nei confronti dei deboli e dei vinti, prodigandosi per la loro difesa, e ardeva di ira furibonda davanti ad ogni crudeltà e ingiustizia. Addirittura era solito pagare di tasca propria i beni che requisiva per necessità di vettovagliamento, mentre i suoi conterranei erano soliti strapparli semplicemente ai contadini con la violenza.
Poiché solitamente apriva l'avanguardia nelle avanzate e passava alla retroguardia nelle ritirate, ordinava ai suoi uomini di spegnere gli incendi che i suoi colleghi avevano appiccato nei borghi, e poneva sentinelle a difesa delle chiese e dei monasteri per impedire il saccheggio e lo stupro delle donne ivi rifugiate.
Tale era la fama della magnanimità del Baiardo che le genti d'Italia, le quali fuggivano nei boschi e sui monti all'arrivo degli armati, presero l'abitudine di correre incontro alle sue truppe acclamando a gran voce il suo nome e offrendogli in dono mercanzie.
Ciò non impedisce che in battaglia egli sapesse divenire combattente feroce e temutissimo, ove non conoscesse pietà né verso i nemici né verso sé stesso: egli sapeva di non entrare così in contraddizione con la vivissima fede religiosa che nutriva fin dall'infanzia, poiché Dio l'aveva voluto cavaliere ed egli si limitava a compiere la sua volontà, difatti non mancava mai di porsi nelle mani di Dio subito prima d'ogni scontro e d'ogni battaglia.

## Biografia

### Le origini
Pierre Terrail, signore di Bayard, nacque nell'omonimo castello, figlio di Aymon, signore di Bayard, e di Hélène Alleman-Laval, nei pressi di Pontcharra nel Delfinato, in un anno che, a seconda delle cronache, oscilla tra il 1473 ed il 1476. Ma poiché le fonti storiche sono abbastanza concordi nel riferire che cavaliere morì all'età di circa 50 anni, nel corso della battaglia di Romagnano Sesia del 1524, con una semplice operazione aritmetica la data di nascita si può porre in un arco temporale compreso tra il 1473 e il 1476. Discendeva da una famiglia della piccola nobiltà di spada del Delfinato, i cui membri avevano combattuto per due secoli sotto i gigli di Francia, durante la Guerra dei cent'anni cinque di questi erano morti in battaglia.
Il padre Aymon lo introdusse, ancora fanciullo, alle regole dell'ordine cavalleresco alle quali egli rimase fedele per tutta la vita. Grazie all'influenza dello zio Alleman arcivescovo di Grenoble, la cui diocesi comprendeva anche la Savoia, Pierre Terrail venne presentato al duca Carlo I in occasione di un suo temporaneo insediamento nel castello fortificato di La Perouse, situato a sole 10 miglia dallo Chateu Bayard al confine del Delfinato. Il duca Carlo I accolse Pierre tra i suoi paggi di corte e in quel ruolo, egli iniziò a perfezionare il suo addestramento militare che ben presto metterà al servizio dei sovrani di Francia. Rimase in Savoia fino al 1490 quando, terminato l'apprendistato nel mestiere delle armi a Torino, rientrò in Francia alla corte di Carlo VIII, servì come uomo d'arme al seguito di Luigi di Lussemburgo, duca di Ligny.
Durante la permanenza presso la casa dei Savoia, Baiardo conosce Pierre Poquières de Bellabre, poco più grande di lui, al quale il re Carlo VIII aveva affidato il compito di tenere sottocchio il giovane Baiardo e di ricondurlo a corte una volta che avesse compiuto l'addestramento. Fra i due nascerà una profonda amicizia destinata a durate per tutta la vita.

### Prima Guerra d'Italia e battaglia di Fornovo
Nel 1494 fu con Carlo VIII nella sua discesa verso Napoli, il 6 luglio 1495 combatté a Fornovo contro l'esercito della Lega Santa comandato da Francesco II Gonzaga. L'armata francese attraversò il fiume Taro all'alba, con le artiglierie all'avanguardia seguite da 400 lance al comando del Maresciallo di Gies e del Trivulzio, 3 000 mercenari svizzeri e trecento tra arcieri e balestrieri a cavallo; più indietro il grosso dell'armata, dove stava lo stesso re Carlo VIII, al comando di Louis de la Trémoille; infine la retroguardia con le salmerie e i carriaggi. A contrastarne l'avanzata la Lega Santa schierò 2 500 uomini d'arme, ottomila fanti e più di duemila tra cavalleggeri e stradioti. Il complesso piano ideato da Rodolfo Gonzaga, veterano delle guerre di Carlo il Temerario, prevedeva un contemporaneo attacco sulle tre sezioni dell'esercito francese seguite da successive ondate che sarebbero dovute avanzare solo quando ordinato. Lo scontrò duro circa un'ora, l'attacco all'avanguardia fu battuto senza problemi mentre al centro la cavalleria francese soffrì della carica italiana tanto che lo stesso Re si trovò a combattere nella mischia. Gli stradioti nel frattempo si lanciarono sulle salmerie, ignorando lo scontro e facendo razzie dei carri. Rodolfo Gonzaga cadde ucciso per una ferita al volto e non poté ordinare ai rinforzi di avanzare. Quando infine i francesi riuscirono a rompere gli squadroni italiani volgendoli in fuga, fecero strage di feriti e prigionieri, diversi capitani chiesero di dar seguito all'inseguimento oltre il fiume, così da poter catturare l'intero esercito nemico ormai in rotta, ma considerato l'esiguo numero dei suoi uomini, Carlo VIII preferì restare padrone del campo. La battaglia fu particolarmente cruenta nella sua brevità, l'esercito della Lega Santa soffrì più di tremila morti, i francesi un migliaio e persero tutte le salmerie, tra cui lo stesso bottino che Carlo VIII riportava da Napoli. L'esito della battaglia è perciò considerato incerto, di fatti, sebbene l'esercito francese avesse avuto meno perdite della Lega Santa, esso non era stato in grado di ottenere la completa vittoria sul campo, ed aveva sofferto la perdita del bottino e di altri preziosi simboli regii. Francesco II Gonzaga rivendicò la vittoria e commissionò al Mantegna il dipinto la Madonna della Vittoria. Nella battaglia Baiardo ebbe due cavalli morti e catturò uno stendardo nemico, fu quindi fatto cavaliere per il valore dimostrato.

### Seconda Guerra d'Italia
Carlo VIII morì nel 1498 che già progettava l'ennesima discesa in Italia. Gli successe il cugino, incoronato con il nome di Luigi XII di Francia. Costui era nipote di Valentina Visconti e quindi pretendente oltremontano al Ducato di Milano. Intenzionato a considerare subito la Lombardia come sua di diritto, allestì immediatamente un'alleanza con la Repubblica di Venezia, i patti prevedevano che le terre Lombarde sino al fiume Adda sarebbero toccate al francese, quelle orientali a Venezia. L'invasione comandata da Gian Giacomo Trivulzio, nominato Maresciallo di Francia, iniziò nell'agosto del 1499. Il cavalier Baiardo, sempre al seguito del Duca di Ligny, avendo avuta notizia che presso Binasco erano tenuti 300 destrieri della cavalleria ducale milanese, convinse i suoi compagni d'arme a tentarne la cattura, ma i milanesi, informati dalle sentinelle, si organizzarono per tempo e impedirono ai francesi di raggiungere i cavalli, tuttavia lo scontro volse in loro sfavore e furono costretti a ripiegare verso Milano. Baiardo li inseguì da solo fin dentro le mura della città, e venne fatto immediatamente prigioniero. Ludovico Sforza, stupito che un giovane cavaliere si arrischiasse tanto gli chiese perché avesse cavalcato fin dentro Milano, il cavaliere gli rispose che pensava che i suoi compagni lo seguissero, ma che questi dovevano esser più esperti di lui nel far la guerra, poiché se gli fossero andati dietro, anche loro sarebbero stati fatti prigionieri. Il Duca lo rilasciò senza richiedere alcun riscatto.
Nel 1500 l'esercito francese passò nel mezzogiorno dove tentò di nuovo l'impresa del Regno di Napoli che fu conquistato nel 1501, tuttavia la traballante alleanza stipulata con la Spagna nel trattato di Granada non resse alle tensioni e le due monarchie tornarono ad affrontarsi nel meridione.

### Il duello con Soto-Majore
L'episodio che rese veramente celebre Baiardo in Italia avvenne nel 1502, quando un guascone di nome Gaspar fece prigioniero Alonso de Sotomayor, un cavaliere spagnolo di statura imponente e reputato uomo d'arme. Intanto che Gaspar attendeva il riscatto dovuto, Baiardo prese in consegna il prigioniero per evitare che subisse villania, lo accolse nella propria dimora e lo trattò con tutti i rispetti e con gli onori concessi solamente ai propri amici. Lo spagnolo però, tornato libero, raccontò d'essere stato trattato villanamente da Baiardo e d'aver sofferto terribili pene. Non appena ne venne a conoscenza, Baiardo, indignatissimo, sfidò l'accusatore in un duello all'ultimo sangue.
Baiardo soffriva in quel periodo di gravi attacchi di malaria che lo debilitarono nel fisico e, in quanto malato, aveva diritto a farsi sostituire da un amico. L'amico Bellabre si offrì volontario, ma Baiardo rifiutò. Il giorno del duello era appena rimesso dall'ultimo attacco di febbri: dopo essersi steso sul terreno ed aver affidato la propria anima a Dio, scese in lizza ad attendere l'avversario. Sotomayor lo fece aspettare a lungo in armatura sotto il sole con l'intento di stancarlo e di indebolirlo ulteriormente.
Il generale La Palice, preoccupato per l'andamento della situazione, andò a sollecitare lo spagnolo a presentarsi in campo. Questi escogitò allora una nuova astuzia: poiché egli era lo sfidato, a lui toccava la scelta delle armi. Dichiarò di voler combattere a piedi, con stocco e pugnale, in questo modo, grazie alla propria corporatura, sarebbe stato in vantaggio sull'avversario. La richiesta era inusuale, i cavalieri avevano da sempre il dovere di scontrarsi a cavallo con lancia e spada. Sperava in tal modo, con la propria statura superiore, d'avere vantaggio sull'avversario. Baiardo scese da cavallo e il duello ebbe inizio.
Sotomayor indugiò sulle prime, volendo stancare l'avversario, e più volte ripeté la medesima mossa: sollevare a due mani la spada per calarla sulla testa di Baiardo, che sempre lo schivava. Alla quarta volta che la tattica si ripeteva, Baiardo, sfruttando l'occasione, si slanciò in avanti e con la punta della spada infilzò dal basso la gola scoperta dello spagnolo, quindi lo finì piantandogli il pugnale in un occhio. I francesi lo festeggiarono esultanti con suoni di tamburi e di piffari, ma Baiardo ordinò che tacessero, poiché non voleva che si festeggiasse la morte, quindi si recò in una chiesa ove si mise a pregare in ginocchio per l'anima del morto.

#### Battaglia di Garigliano

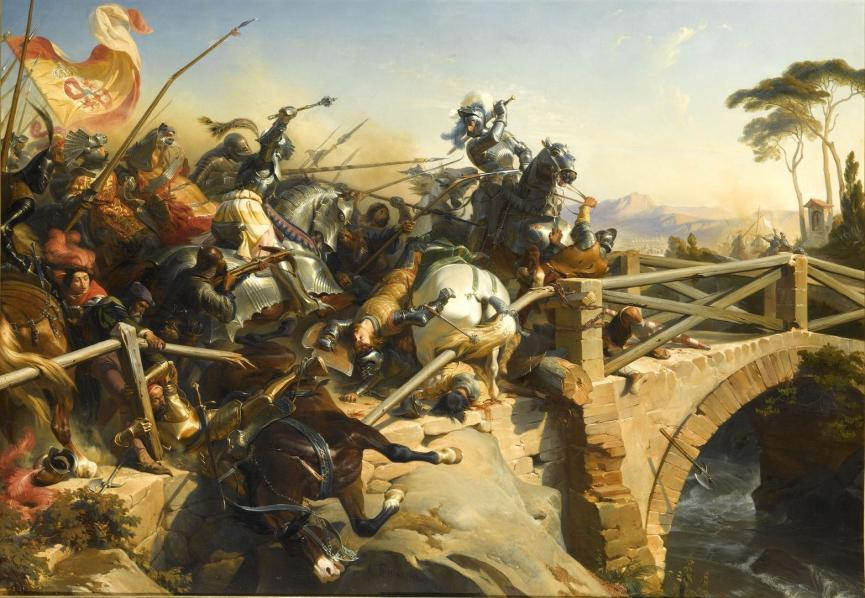
Baiardo sul ponte del Garigliano. Henri Félix Emmanuel Philippoteaux, 1840

Nell'autunno del 1503 l'esercito francese muoveva verso Napoli e nel mese di novembre raggiunse il fiume Garigliano dove le sentinelle avvistarono le truppe spagnole comandate da Consalvo de Cordoba, generale che mesi prima aveva inferto una pesante sconfitta ai francesi presso Cerignola. Poiché il fiume era in piena, i francesi gettarono un ponte di barche coperti dal fuoco delle artiglierie che impedì agli spagnoli di disturbare l'operazione. Ottenuto il controllo del ponte, i francesi fecero campo, preferendo rinviare l'avanzata verso Napoli alla primavera successiva. L'armata, troppo numerosa per alloggiare nello stesso accampamento, venne divisa e svariati battaglioni furono dispersi nei borghi circostanti. Gli spagnoli, approfittando delle nebbie invernali e della divisione dell'esercito francese, il 28 dicembre, dietro consiglio di Bartolomeo d'Alviano, gettarono un altro ponte di barche, cogliendo così l'accampamento sguarnito e poco difeso. La rotta che ne seguì fu catastrofica per l'esercito di Luigi XII: le sentinelle si accorsero troppo tardi dell'attacco e i comandanti, colti alla sprovvista, non ebbero il tempo di organizzare un'efficace difesa e così volsero in fuga, incalzati dai cavalleggeri italiani e spagnoli.
Baiardo allora, armato di spada e di lancia, si piazzò nel mezzo del ponte, sfidando circa 300 o 400 uomini spagnoli che, per quanto numerosi, non riuscirono neppure a farlo indietreggiare. Attorno al cavaliere piovevano frecce, lance e picche, ma egli, schivandole, continuò a ferire e a respingere tutti coloro che salivano sul ponte ad affrontarlo, finché l'amico Bellabre non accorse spaventato a tirarlo via di là per portarlo al riparo. Il suo intervento consentì di coprire la ritirata dell'armata di francese e diede loro il tempo di piazzare l'artiglieria per essere pronti ad affrontare gli spagnoli e dare il via al contrattacco.
Questa impresa, ammantata di leggenda, contribuì in modo significativo alla sua fama di cavaliere "senza macchia e senza paura", tanto che lo stesso papa Giulio II cercò invano di assicurarsi i suoi servigi.
Nonostante il valore di Baiardo, i francesi ebbero comunque la peggio sul Garigliano: il loro esercito venne completamente annientato; secondo Bartolomeo d'Alviano, maggior artefice della clamorosa vittoria spagnola, l'armata di Luigi XII contava 1 500 lance, 3 400 cavalleggeri e 8 000 fanti che dopo la battaglia si erano ridotte a 200 lance, 150 cavalleggeri e 600 fanti. Queste truppe si asserragliarono a Gaeta, dove alcuni giorni dopo negoziarono la resa, chiedendo però che tutti i prigionieri fossero rilasciati e che fosse assicurato il transito verso nord. Consalvo accettò.

### Armistizio di Lione e assedio di Genova
Nel 1504 Luigi XII e Ferdinando il Cattolico firmarono l'armistizio a Lione, la seconda guerra d'Italia terminava con la vittoria degli spagnoli. L'Italia ne uscì divisa, i francesi nel nord e gli spagnoli nel mezzogiorno.
Nel dicembre 1506 la città di Genova si ribellò alla sudditanza cui la costringeva da lungo tempo il Regno di Francia. Il papa Giulio II appoggiò la sollevazione che dilagò nella regione, minacciando perfino Monaco. Luigi XII, fatta esperienza della sfortunata campagna nel napoletano, decise di muovere personalmente con l'esercito verso la Liguria. I genovesi assediarono Monaco ma furono costretti a ritirarsi per l'arrivo di Ives d'Allegre con tremila fanti e altre truppe inviate da Carlo II di Savoia. Nell'aprile del 1507 l'avanguardia dell'esercito giunse a Busalla e devastò i borghi e le campagne circostanti, la città venne messa sotto assedio. Il 25 aprile il generale La Palice con un contingente di 3 000 fanti e svariati uomini d'arme mosse verso Rivarolo e da lì ordinò l'assalto della Bastia del Promontorio che dominava la strada per Sampierdarena. L'azione di sfondamento si infranse contro le difese del bastione, ma Baiardo, accorso a soccorrere un battaglione che già battuto volgeva in fuga, comandò una carica che sfondò le palizzate e ruppe le truppe genovesi che fuggirono. Penetrati dentro il bastione i francesi ebbero ragione della guarnigione genovese di presidio e sempre guidati dal Baiardo espugnarono la rocca assistiti da due artiglierie che tirarono prendendo i difensori alle spalle. Sul campo rimasero più di 2 000 genovesi morti e 500 francesi tra morti e feriti. Durante la battaglia il generale La Palice fu ferito al collo da una freccia. La stessa sera iniziarono le trattative di resa tra Genova e Luigi XII, il 29 aprile il Re entrò vittorioso nella città.

### Guerra della Lega di Cambrai
Nel dicembre del 1508 il Regno di Francia, l'Impero, la Spagna, il Papa, il Regno d'Ungheria, il Regno d'Inghilterra e svariati stati italiani tra cui il Ducato di Ferrara e la Repubblica di Firenze si allearono in funzione anti-veneziana. L'alleanza, fortemente voluta da Giulio II, si proponeva di frenare l'incredibile espansione della Repubblica di Venezia a seguito delle vittorie riportate sull'Impero, il Papa inoltre avanzava pretese sui territori del dissolto Ducato di Romagna, inglobato quasi totalmente nello stado de tera. Le operazioni militari iniziarono nella primavera del 1509. Baiardo, pur se cavaliere, fu chiamato da Luigi XII al fine di riorganizzare le fanterie francesi in previsione della nuova spedizione in Italia poiché le truppe appiediate del Regno di Francia facevano difetto rispetto alla cavalleria e alle artiglierie, considerate le migliori d'Europa. Con questa consegna il cavaliere raggiunse il Delfinato e lì rimase addestrando le truppe sino al marzo del 1509, quando entrò con i suoi uomini nel milanese dove si ricongiunse con l'esercito guidato dallo stesso Re.

#### Battaglia di Agnadello

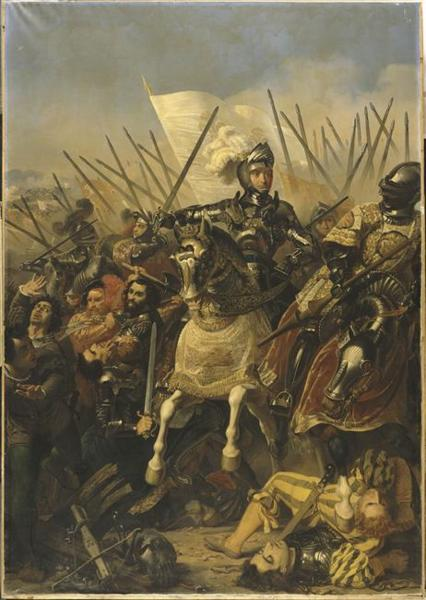
La battaglia di Agnadello. Pierre-Jules Jollivet, 1837

Il 14 maggio del 1509 l'avanguardia dell'esercito veneziano guidato da Niccolò di Pitigliano raggiunse Pandino, poco oltre il fiume Adda. Il resto dell'amata, 800 uomini d'arme e gran parte della fanteria agli ordini dell'Alviano, stava ancora marciando quando fu intercettato dall'avanguardia francese, forte di 500 lance e svariati battaglioni di fanti svizzeri, comandata da Carlo d'Amboise e dal Trivulzio. Il comandante veneziano decise immediatamente di dar battaglia e schierati i fanti e 6 pezzi d'artiglieria dietro l'argine di un torrente si preparò all'urto. La cavalleria francese caricò immediatamente ma il lieve pendio su cui si erano attestati i veneziani e il fatto che il terreno fosse fitto di filari delle vigne, impedì loro di travolgere i veneziani che contrattaccarono, mettendo in fuga i francesi. Bartolomeo d'Alviano credette di avere la giornata in pugno così ordinò ai suoi uomini di caricare a fondo, spostando però il terreno dello scontro in campo aperto. La cavalleria francese si riorganizzò e supportata dalle fanterie svizzere e dal tiro delle artiglierie, ma soprattutto dal resto dell'esercito che man mano raggiungeva la battaglia, travolse la fanteria e gli uomini d'arme veneziani. Il Pitigliano si rifiutò di inviare i soccorsi che Bartolomeo d'Alviano aveva richiesto, in tal modo l'armata veneziana si trovò in una drastica inferiorità numerica, mentre l'esercito francese continuava ad aumentare e i contingenti freschi potevano agilmente sostituire quelli sfiancati dal combattimento. La battaglia iniziata intorno all'una del pomeriggio terminò verso le quattro; le perdite francesi furono minime; dei quasi 15 000 veneziani che parteciparono allo scontro ne morirono circa 8 000, quasi tutti fanti, poiché la cavalleria volse in fuga non appena rotta dai gendarmi francesi e le grandi piogge dei giorni precedenti avevano trasformato il terreno in un pantano dove le fanterie rimasero invischiate, indifese alle cariche dei gendarmi. Bartolomeo d'Alviano fu fatto prigioniero. Il cavalier Baiardo contribuì in maniera determinante alla vittoria francese che aprì la strada a Luigi XII verso Brescia, Bergamo, e Cremona.

#### Assedio di Padova e battaglia d'Isola di Scala
Il 17 luglio del 1509 il Pitigliano rioccupò Padova, già conquistata dalle truppe imperiali. Massimiliano I giunse in Italia alla testa del suo esercito al fine di riprendere la città. Luigi XII inviò all'Imperatore un contingente comandato dal La Palice tra cui lo stesso cavalier Baiardo a far da rinforzo. L'assedio iniziato verso i primi di settembre si risolse in una disfatta, l'armata imperiale non riuscì a penetrare nelle brecce aperte dalle artiglierie e prima della fine del mese l'Imperatore si ritirò.
Nel settembre dello stesso anno Baiardo, alla guida di 100 uomini d'arme e 2 000 lanzichenecchi, tese un'imboscata presso Isola della Scala a un contingente veneziano di 200 cavalieri e 2 000 fanti che si ridusse dopo la battaglia a pochi cavalieri che riuscirono a fuggire, i fanti furono tutti uccisi, tra i pochi prigionieri vi fu Giampaolo Manfrone detto il Fortebraccio.

#### Seconda fase della Guerra di Cambrai, Giulio II e la Lega Santa
I rapidi successi delle truppe di Luigi XII in val padana destarono lo scontento di tutti quei principi e quei sovrani che due anni prima si erano uniti contro la Repubblica Veneziana. Lo strapotere di cui la Francia disponeva in Italia infastidì soprattutto papa Giulio II, il quale si affrettò a trattare la pace con Venezia. L'armistizio venne firmato il 24 febbraio 1510. Avuto sentore del riposizionamento del papa, i veneziani, ansiosi di riconquistare quanto perduto, entrarono nel ferrarese ancor prima della firma dell'armistizio, ma il 22 dicembre del 1509 la loro flotta fluviale fu annientata dalle artiglierie estensi nella battaglia di Polesella. L'anno successivo l'esercito pontificio guidato dallo stesso Giulio II espugnò nel dicembre del 1510 la città di Mirandola difesa da Carlo II d'Amboise. L'offensiva antifrancese trovò un più largo consenso nella Lega Santa del 1511, coalizione fortemente voluta dal pontefice che impegnava oltre alla Stato Pontificio e Venezia, anche la Spagna, l'Inghilterra e i Cantoni svizzeri. La Francia restava così isolata, accerchiata da stati potenzialmente ostili e priva di supporti nella penisola; l'unico alleato che gli rimaneva era il Ducato di Ferrara, che rinnovò l'alleanza con Luigi XII. Le operazioni militari iniziarono nel Veneto, la Repubblica di Venezia riconquistò tutte le città del suo stado de tera, ed eccezione di Verona e della Lombardia orientale. Luigi XII allora raccolse un'armata di 25 000 uomini che pose sotto il comando del giovane nipote Gaston de Foix, destinato ad essere ricordato come la Folgore d'Italia.
Il cavalier Baiardo nel frattempo era stato nominato capitano della guarnigione francese di stanza a Ferrara, lì conobbe Lucrezia Borgia che definì "una perla in questo mondo". Durante il suo soggiorno italiano il cavaliere si oppose al tentativo di Alfonso d'Este di avvelenare il Papa ma tentò comunque di catturare Giulio II in una delle tante scaramucce che si consumarono nel ferrarese nell'inverno del 1511. Vinse i pontifici a Santerno e qualche mese dopo a Casalecchio di Reno. Per queste azioni sia Baiardo che Alfonso I d'Este furono scomunicati.

##### La campagna al seguito di Gaston de Foix

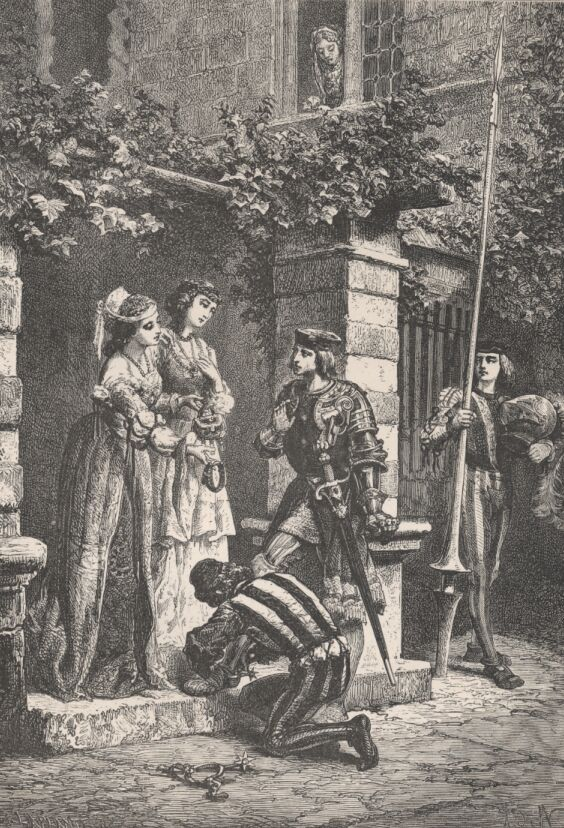
Il cavalier Baiardo si congeda dalle due figlie della signora bresciana dopo la convalescenza.

Gaston de Foix entrò nella Val Padana nel 1512 alla testa dell'esercito, il Cavalier Bairado si congiunse con il suo contingente all'armata e il 4 febbraio fu a Bologna dove i francesi sventarono l'assedio dell'esercito ispano-pontificio che ripiegò verso Imola. L'esercito francese proseguì l'avanzata verso la Lombardia orientale sbaragliando l'esercito veneziano comandato da Giampaolo Baglioni intercettato a Valeggio, raggiunsero Brescia, che fu assediata il 18 febbraio.

###### Assedio di Brescia

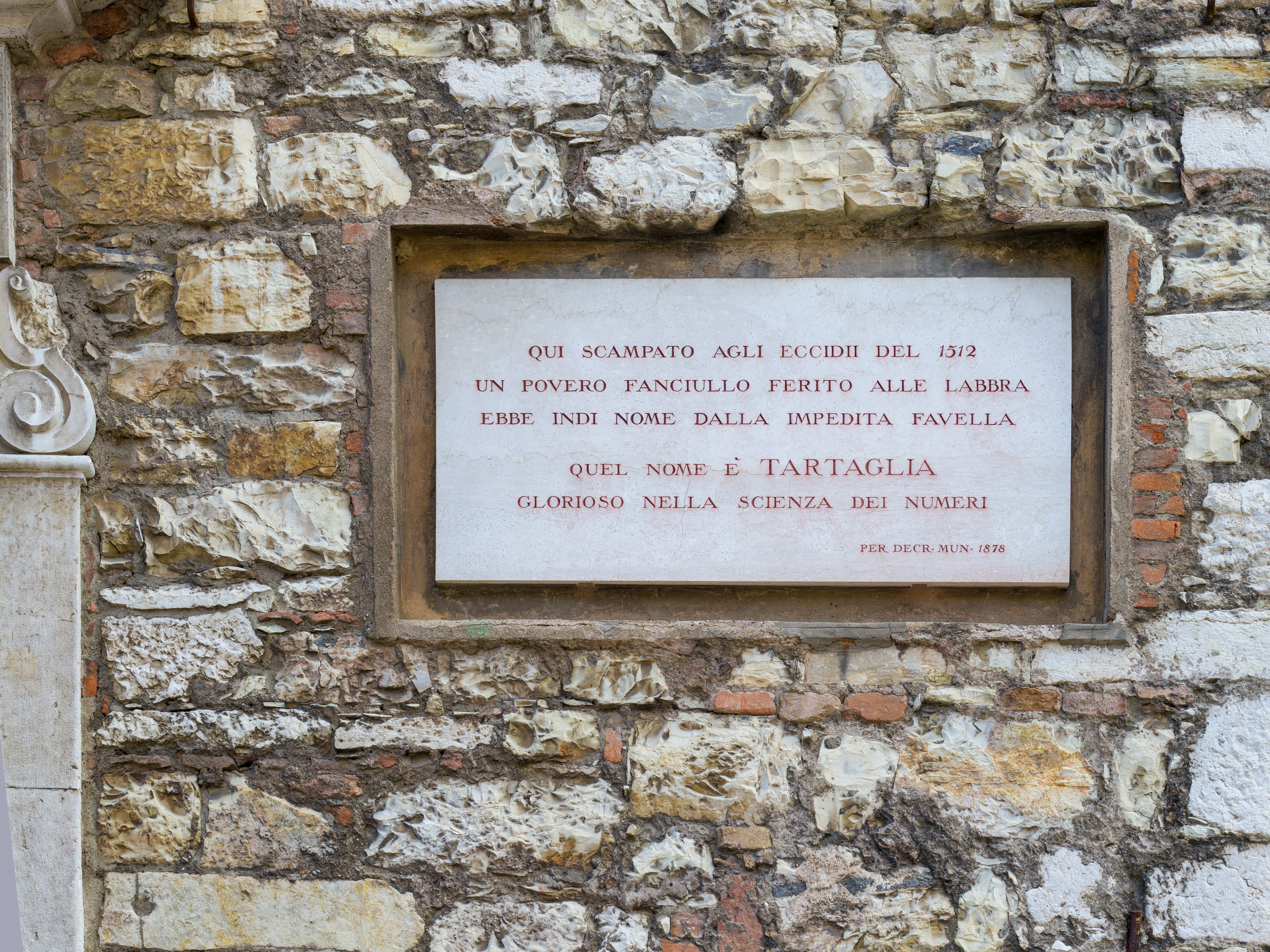
La targa affissa sul Duomo vecchio di Brescia che ricorda gli eventi del sacco di Brescia, con anche il coinvolgimento diretto del giovane matematico Niccolò Tartaglia

L'assedio fu condotto personalmente da Gaston de Foix e dal Cavalier Baiardo che, scelti 400 uomini d'arme appiedati e seimila fanti, penetrarono nella città scalando le mura in prossimità di Porta delle Pile. La guarnigione veneziana, forte di 500 uomini d'arme, 800 cavalleggeri e 8 000 fanti si era trincerata nel Duomo Vecchio. La battaglia fu feroce, i veneziani e i cittadini bresciani opposero una strenua difesa ma alla fine furono sopraffatti. Alla fine della giornata Brescia fu ferocemente saccheggiata, l'intera guarnigione e molti cittadini furono trucidati, perirono all'incirca in 8 000, a questi si aggiunga un numero imprecisato di fuggitivi, che scampati all'assalto, furono massacrati a dalle truppe francesi accampate fuori dalle mura.
Durante l'assedio Baiardo fu gravemente ferito ad una coscia e soccorso dal capitano delle fanterie guascone Molard intimò all'esercito di proseguire l'assedio senza indugiare. Trasportato dagli arcieri della sua guardia in una lussuosa dimora, palazzo Cigola Fenaroli, appartenente alla nobile famiglia dei Cigola, il cavaliere vi conobbe la signora e le due figlie che ancora vi dimoravano, sole, poiché il marito si era ritirato in monastero. Il Cavalier Baiardo promise alla donna che finché egli sarebbe rimasto in quella casa nulla sarebbe accaduto né a lei, né alle sue figlie. La convalescenza costrinse il condottiero all'inattività per quasi un mese: in questo periodo il cavaliere riceveva quotidianamente i rapporti sull'avanzata dell'esercito francese in Romagna e quando la ferita gli permise nuovamente di cavalcare si affrettò a raggiungere i propri compagni. Prima che partisse, la signora bresciana volle donargli a titolo di gratitudine 2 500 ducati, Baiardo rifiutò il dono, ma poiché la signora insisteva, fece chiamare le due figlie e donò loro 1 000 ducati ciascuna, chiedendo poi che i rimanenti 500 fossero offerti alle monache che più avevano sofferto del saccheggio. Fatto ciò ripartì con i suoi scudieri e attendenti verso il resto dell'armata.

###### Battaglia di Ravenna
L'esercito francese giunse a Gattinelle il 7 aprile, due giorni dopo iniziò il bombardamento delle mura di Ravenna presidiata da Marcantonio Colonna. L'artiglieria fornita da Alfonso I d'Este aprì una breccia attraverso cui fu tentato invano l'assalto, intanto l'esercito della Lega Santa, capitanato dal Viceré di Napoli Raimondo de Cardona e da Pietro Navarro, raggiungeva Molinaccio e si trincerava in prossimità del fiume Ronco. Il Duca di Nemours si consigliò allora con i propri capitani, si convenne di dar battaglia quanto prima.
In quei giorni accadde che Giacomo Empser, comandante dei lanzichenecchi, ricevette l'ordine dell'Imperatore Massimiliano di abbandonare l'esercito francese. Si trattava di circa 4 000 fanti, la cui assenza avrebbe privato l'armata di una porzione consistente del proprio potenziale bellico, poiché queste erano unità estremamente efficienti, sicuramente le migliori fanterie dell'intero schieramento. Il comandante tedesco confidò l'ordine ricevuto al Baiardo, suo amico e compagno di svariate campagne. Il cavaliere francese lo convinse a rimanere.
Domenica 11 aprile l'esercito francese si schierò in formazione davanti al campo nemico, i suoi effettivi raggiungevano le 25 000 unità di cui 1 580 lance, 3 000 tra cavalleggeri e arcieri a cavallo, 8 000 fanti guasconi e piccardi, 4 000 fanti italiani, 4 000 lanzichenecchi e 40 pezzi d'artiglieria. Baiardo ebbe il comando di 80 lance al centro dello schieramento. L'esercito ispano-pontificio pur inferiore nei numeri, circa 17 000 effettivi, poteva contare sulla protezione offerta dal campo trincerato, difeso dai carri falcati che il Navarro aveva ideato.

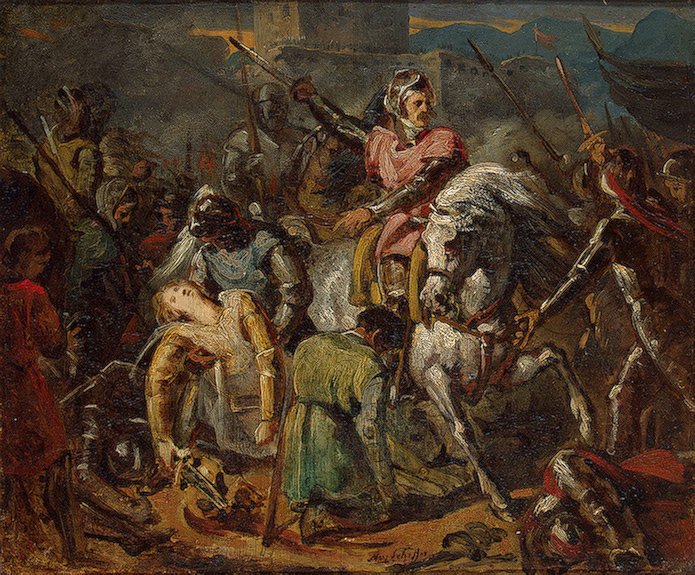
La morte di Gaston de Foix alla battaglia di Ravenna. Ary Scheffer, 1824

La battaglia iniziata nel tardo mattino fu preceduta da un intenso bombardamento eseguito dalle artiglierie estensi, ma poiché il grosso delle scariche finiva sulle fortificazioni senza provocare troppi danni alle truppe nemiche, Alfonso I d'Este ordinò che parte dei suoi cannoni fosse spostata all'estrema destra dell'esercito francese che essendo schierato a mezza luna, risultava perpendicolare al fianco sinistro del campo ispano-pontificio, il tiro incrociato che ne seguì fece strage della cavalleria, tanto che Fabrizio Colonna, contravvenendo alle consegne del Navarro, ordinò la carica onde sottrarre i suoi uomini al cannoneggiamento, i cavalieri uscirono dal campo in disordine e furono immediatamente urtati dalla carica dei gendarmi. La cavalleria francese travolse senza problemi gli uomini d'armi e i cavalleggeri nemici mentre più indietro avanzavano anche le fanterie. I lanzichenecchi si scontrarono contro i quadrati spagnoli, nella mischia cadde il Giacomo d'Empser, ucciso dal capitano spagnolo Cristobal de Zamudio, il Guicciardini racconta così la sua morte:
"E fu memorabile spettacolo che, nello scontrarsi i fanti tedeschi con gli spagnuoli, messisi innanzi agli squadroni due capitani molto pregiati, Iacopo Empser tedesco e Zamudio spagnuolo, combatterono quasi per provocazione; dove ammazzato lo inimico restò lo spagnuolo vincitore"
Se la cavalleria francese aveva battuto senza troppi problemi quella ispano-pontificio, catturando gran parte dei comandanti e dei condottieri più illustri; le fanterie indietreggiavano, i guasconi sarebbero stati sicuramente battuti dai quadrati italiani se non fosse intervenuto Ivo d'Allegre che caricò con i suoi gendarmi, salvando i fanti guasconi al prezzo della vita sua e di suo figlio Viverois. Anche i lanzichenecchi stentavano a reggere l'urto dei tercios, ma la cavalleria accorsa in loro soccorso scompigliò i due quadrati spagnoli, uno dei quali volse in fuga, mentre l'altro si ritirò in formazione fuori dalla mischia. La battaglia, durata otto ore, fu una delle più grandi e cruente di tutte le guerre d'Italia, non meno di 15.000 morti e un numero impressionante di feriti. Sempre il Guicciardini nella sua Storia d'Italia la descrive come segue:
"Così mescolate tutte le squadre cominciò una grandissima battaglia, e senza dubbio delle maggiori che per molti anni avesse veduto l'Italia: perché la giornata del Taro era stata poco più che un gagliardo scontro di lancie, e i fatti d'arme del regno di Napoli furono più presto disordini o temerità che battaglie, e nelle Ghiaradadda non aveva dell'esercito de' viniziani combattuto altro che la minima parte; ma qui, mescolati tutti nella battaglia, che si faceva in campagna piana senza impedimento di acque o ripari, combattevano due eserciti d'animo ostinato alla vittoria o alla morte..."
L'esercito di Luigi XII aveva vinto, ma proprio sul finire della battaglia il Duca di Nemours, notato il quadrato spagnolo allontanarsi in ordine di marcia, ancora compatto e in formazione, ordinò un'ultima carica, ma partì che i suoi uomini non si erano ancora riorganizzati e rimase ucciso. La morte del giovane, celebrato poco più che ventenne come uno dei migliori generali del suo tempo, sconvolse l'esercito francese che si vide privato del maggior artefice di gran parte delle sue vittorie. Baiardo che ben conosceva il Duca di Nemours scrisse allo zio Lauren d'Aleman una lettera dove lo informava dell'avvenuta vittoria, commentando così la morte del Generale:
"Signore, se il Re ha vinto la battaglia io vi giuro che i poveri gentiluomini l'hanno perduta perché mentre davamo loro caccia il signore di Nemour incontrò alcune squadre di fanti che si allineavano di nuovo, e così volle assalirle, ma il gentile principe si trovò così male accompagnato che fu ucciso e tutti i compianti e le manifestazioni di dolore che siano mai stati fatti non sono pari a quelle che hanno invaso e che invadono ancora in nostro campo; perché ora sembra che siamo stati noi a perdere la battaglia. Vi assicuro, mio signore, che è il più grande dispiacere per la morte di un principe da cento anni in qua; e se egli avesse potuto raggiungere la maturità avrebbe fatto cose che nessun principe ha mai fatto..."
Dopo aver saccheggiato la città di Ravenna per due giorni, l'esercito francese riprese la via del ritorno, ormai impossibilitato a continuare la campagna verso Roma. Durante quest'estenuante marcia il Cavalier Baiardo si prodigò per difendere la ritirata dai continui attacchi degli spagnoli e degli svizzeri calati in Lombardia. In una di queste scaramucce fu gravemente ferito al collo da una palla d'archibugio, si salvò per la dedizione dei soldati che si strapparono le vesti al fine di tamponare la ferita.

##### Battaglia di Guinegatte
Mentre in Italia i domini francesi scomparivano, recuperati senza colpo ferire dai veneziani, l'Imperatore Massimiliano I si accordò con Enrico VIII d'Inghilterra che da Calais minacciava il nord della Francia e dichiarò anch'egli guerra.
Nel 1513 Baiardo fu comandato in Piccardia a contrastare l'esercito inglese che, guidato dallo stesso Re Enrico VIII assediava la piazzaforte di Thérouanne. L'armata contava complessivamente 40 000 fanti e 5 000 cavalieri, tra cui diversi contingenti di lanzichenecchi inviati dall'Imperatore. Gli inglesi fecero campo nelle vicinanze della cittadella, mentre il Re si trattenne a Calais. Quando Enrico VIII decise di raggiungere l'accampamento, scortato da 12 000 fanti, Baiardo che comandava 1 200 gendarmi chiese al Governatore della Piccardia, Louis d'Orléans duca di Longueville, il permesso di attaccare il contingente, poiché se l'impresa avesse avuto successo si sarebbe catturato lo stesso Re, mentre se le fanterie avessero retto la carica si rischiava ben poco perché gli inglesi erano tutti appiedati e quindi non avrebbero potuto seguirli; il Duca di Longueville rifiutò tale iniziativa, attenendosi a quanto ordinato dal Re Luigi XII, cioè che per nessun motivo si desse battaglia al nemico. Tuttavia Baiardo ebbe il permesso di molestare l'esercito con agguati e imboscate, durante una delle quali riuscì a conquistare uno dei dodici pezzi d'artiglieria che il Re inglese chiamava "I dodici Apostoli", battezzato per l'appunto "San Giovanni".

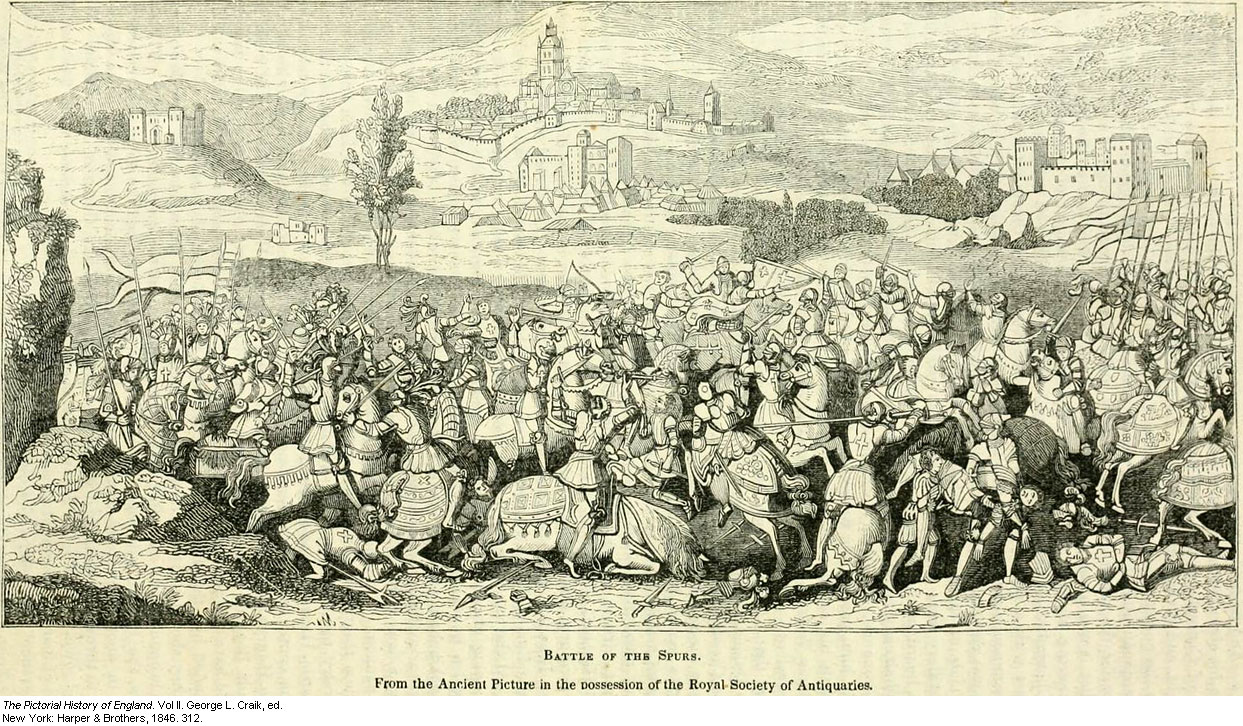
La Battaglia di Guinegatte in un'incisione ottocentesca

La guarnigione posta a difesa di Thérouanne contava una cinquantina di lance, 2 000 fanti e diversi artiglierie, a questi si aggiungano le 25 000 unità che Luigi XII di Francia vi aveva inviato in soccorso. Al fine di rifornire la cittadella di vettovaglie, l'armata francese cannoneggiò notte e giorno il campo nemico, nel bombardamento morì Edmund Carew, Gran Ciambellano del Regno e Sceriffo del Somerset. Mentre le artiglierie tenevano sotto tiro gli inglesi, l'armata francese si avvicinava cauta a Thérouanne, tanto che il capitano di cavalleria Michel d'Astarac, Signore di Frontailles, riuscì a raggiungere una delle porte e comandò a 80 uomini d'arme appiedati di entrare nella cittadella con le vettovaglie richieste, senza che gli inglesi riuscissero a disturbarne l'operazione. Soddisfatti di questo primo successo i francesi tentarono un nuovo rifornimento il 16 agosto 1503, quando la cavalleria francese, montata su piccoli cavalli da trotto, fu intercettata dalle fanterie tedesche e impossibilitata a reggere lo scontro si diede alla fuga. Baiardo coprì la ritirata con una dozzina dei suoi cavalieri. Non potendo resistere alla moltitudine dei nemici che uscita dal campo si diede all'inseguimento, il condottiero francese si gettò contro un cavaliere borgognone che per la calura estiva si era tolto l'elmo, e minacciandolo con la spada alla gola gli chiese di esser condotto al campo inglese, il cavaliere e i suoi attendenti ebbero così salva la vita e portati all'accampamento nemico furono trattati con tutti gli onori da Massimiliano I che ben conosceva Baiardo. Il francese però era ansioso di tornare dai suoi compagni d'arme e chiese al cavaliere borgognone il permesso di andarsene, questi gli rispose che prima si sarebbe dovuto fissare un riscatto, il francese obiettò che nessuno lo aveva catturato e che quindi nessuno poteva considerarlo suo prigioniero, ricordandogli poi le circostanze del proprio ingresso al campo inglese e dichiarandosi ben disposto a duellare per ribadire le sue ragioni ma il cavaliere borgognone declinò la sfida. Baiardo restò ancora al campo inglese dove conobbe Enrico VIII, l'inglese si complimentò con lui, poiché l'eco delle sue gesta era giunto oltre la Manica. Il Re inglese ebbe poi a commentare la vittoria appena conseguita e soddisfatto per la prestazione delle sue truppe giudicò la cavalleria francese inferiore alla sua fama, Baiardo replicò che quel giorno gli uomini d'arme del regno di Francia non erano né in armi né montati su cavalcature adeguate a far giornata. Enrico VIII allora gli ricordò che egli era comunque suo prigioniero, ma il francese ebbe ancora a controbattere che nessuno degli uomini del Re d'Inghilterra lo aveva catturato e che quindi non lo si poteva considerare prigioniero. Enrico VIII, convinto anche da Massimiliano I, decise infine di liberare il cavaliere, facendogli però promettere che per sei settimane non avrebbe portato le armi, cercò pure di convincerlo a passare al suo servizio, ma il cavaliere rifiutò.
Thérouanne ormai priva di vettovaglie e rinforzi si arrese dopo 50 giorni d'assedio, i fanti e i cavalieri furono lasciati uscire dalla cittadella senza alcuna molestia.

#### Francesco I e fine della Guerra di Cambrai
Il 1º gennaio 1515 moriva il Luigi XII, gli succedette Francesco d’Angoulême col nome di Francesco I. Il nuovo monarca palesò immediatamente la sua volontà di rientrare in possesso del Ducato di Milano. L'esercito francese si raccolse nel lionese nella primavera del 1515, ultimati i preparativi iniziò l'ennesima discesa francese in Italia, guidata dallo stesso Re Francesco I. L'armata forte di 2 500 lance, 22 000 fanti tedeschi, 10 000 fanti guasconi, 8 000 fanti francesi delle cosiddette "Bande Nere" e 3 000 guastatori, attraversò le Alpi nell'agosto 1515. A fare da apripista all'esercito fu designata un'avanguardia di cavalieri tra cui Baiardo, nominato Luogotenente generale del Delfinato, che discesi dalle Alpi per il passo detto "delle Capre", sul massiccio di Diois, imperversarono nella piana di Saluzzo.

Stemma

Prospero Colonna, condottiero romano di chiara fama e vincitore a Cerignola e Garigliano, presidiava quelle terre con la sua compagnia di cavalleggeri; avvisato dalle sue vedette della presenza francese in Piemonte, reputò prematuro allarmarsi, stimando il contingente agli ordini di La Palice e del Baiardo uno sparuto drappello di cavalieri. Non a caso commentò l'avvistamento in questi termini:
"A volo, come un piccione, Baiardo è arrivato. Io, come un piccione, lo metterò in gabbia".
Così sicuro delle sue posizioni, il generale italiano non prese le dovute precauzioni e durante un banchetto presso Villafranca, si vide accerchiato dai francesi e venne fatto prigioniero.
Alla notizia della cattura di Prospero Colonna, l'armata svizzera che il cardinale Matteo Schiner aveva messo a disposizione del Papa al fine di difendere il Ducato di Milano, ripiegò verso Novara. Il Connestabile di Borbone che comandava l'avanguardia francese chiese a Francesco I che gli accordasse il permesso d'inseguire l'armata con tutta la cavalleria, una simile azione avrebbe distrutto l'esercito svizzero che sorpreso in formazione di marcia non avrebbe avuto modo di organizzarsi per tempo. Il Re rifiutò tale proposta e ordinò che l'esercito marciasse compatto fino a Milano. Francesco I cercò di evitare lo scontro con gli svizzeri, cercando anzi di convincerli, dietro pagamento, a far ritorno nei rispettivi Cantoni. Intanto l'avanzata francese continuava e le città si arrendevano senza colpo ferire. Giunto in prossimità della città di Melegnano, poco distante da Milano, il Re ordinò di far campo.

##### Battaglia di Marignano
Giunta la notizia che il Francesco I era disponibile a sborsare 120 000 ducati qualora i contingenti svizzeri avessero deciso di ritirarsi dalla Lombardia, Matteo Schiner, Cardinale di Sion, parlò ai suoi uomini, già inclini ad accettare il denaro e riprendere la via del monti, lodandone il valore e richiamandosi ai fatti di Novara quando l'armata francese guidata dal Trémoille fu battuta dalle fanterie svizzere fuori dalla città piemontese, alludendo poi alle grandi ricchezze che il Re sicuramente custodiva nel proprio campo e alla facilità con la quale gli svizzeri avrebbero battuto i francesi e saccheggiato i loro forzieri.

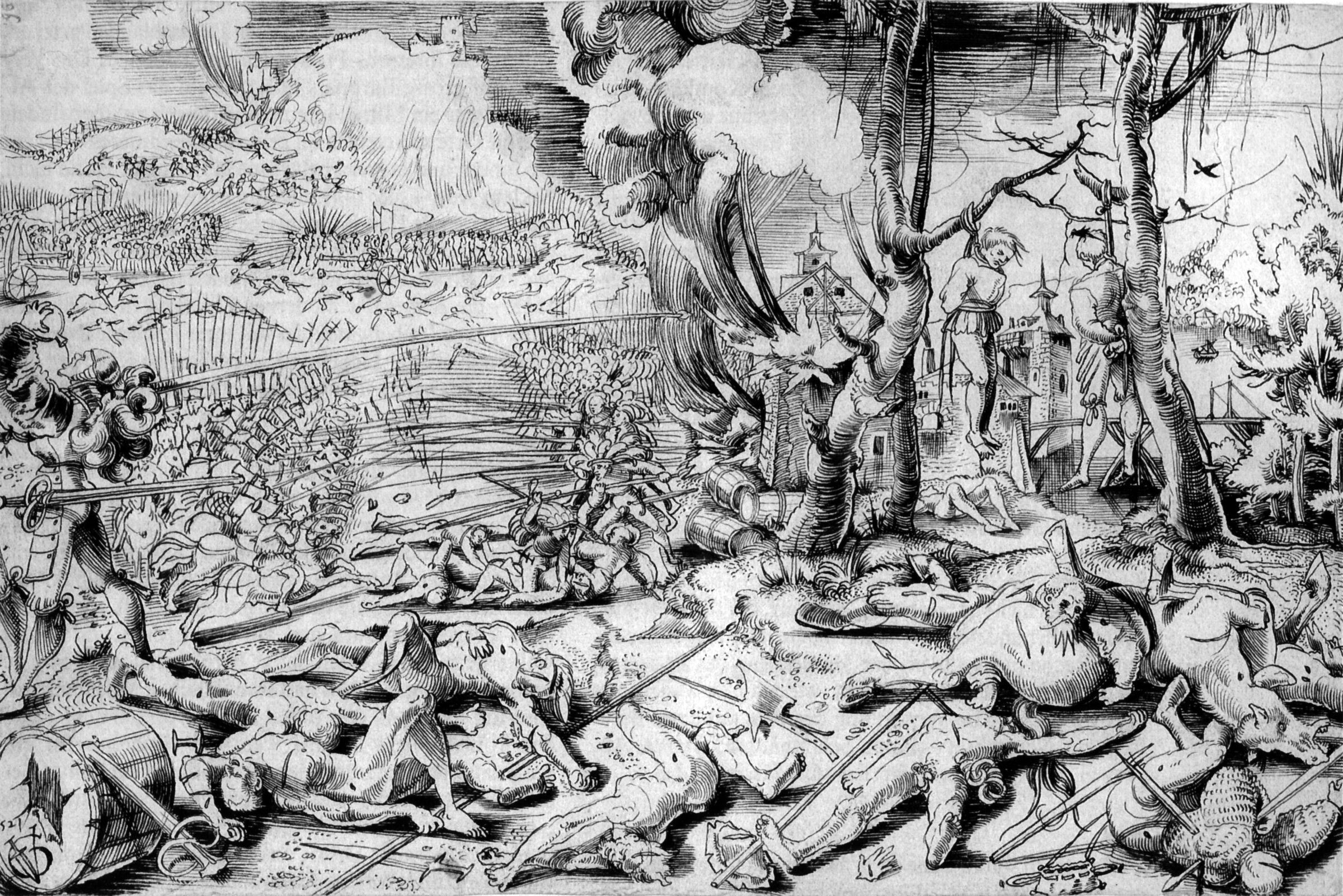
La battaglia di Marignano. Urs Graf, 1521

Il 13 settembre 1515, galvanizzati dalle parole del cardinale, 22 000 fanti svizzeri, supportati da 200 cavalieri pontifici e 8 pezzi d'artiglieria, uscirono da Milano attraverso Porta Romana. Al momento dell'assalto l'armata elvetica si divise in tre quadrati di eguali dimensioni che marciarono compatti sino al campo francese, respingendo senza troppi problemi le furiose cariche della cavalleria e riuscendo perfino a conquistare diversi pezzi d'artiglieria. Il Connestabile di Borbone, ordinò ai suoi gendarmi di caricare a fondo, nel tentativo di respingere gli svizzeri. In una di queste azioni Baiardo si ritrovò solo in mezzo alle picche nemiche e nella mischia perse l'elmo e venne più volte ferito; tuttavia il suo affondo solitario infiammò gli uomini del suo seguito, che accorsi a salvarlo riuscirono a ributtare indietro gli svizzeri che si accalcavano attorno al cavaliere. I francesi riconquistarono le artiglierie e nel frattempo lo stesso Francesco I, armato e montato sul proprio destriero, entrò in battaglia seguito dal resto dell'esercito. Lo scontro continuò a infuriare sino a notte, quando i due eserciti, avvinghiati l'uno all'altro si fermarono per recuperar forze in vista dell'indomani
Alla fine della prima giornata, Baiardo aveva già avuto due cavalli morti, il primo infilzato durante una carica; il secondo stremato dalle ferite galoppò nervoso fino ad una vigna, dove spirò intrappolato tra i filari. Il terzo cavallo che montò portava il nome di "Le Carman" ed era già stato cavalcato dal cavaliere a Ravenna, dove ricevette diversi affondi di picca ai fianchi e svariate ferite al muso, tanto che, creduto morto, era stato abbandonato sul campo di battaglia, ma l'animale era riuscito comunque a trascinarsi fino al campo francese.
La notte trascorse insonne per entrambi gli schieramenti, i soldati erano talmente mescolati tra loro che il Cardinale Matteo Schiner si ritrovò in mezzo ad uno squadroni di lanzichenecchi e riuscì ad allontanarsi incolume solo perché parlava il tedesco; nel frattempo i cavalieri inviati dal Papa al comando di Muzio Colonna abbandonarono scoraggiati la battaglia e rientrarono a Milano.
All'alba del giorno successivo, il 14 settembre, ricominciò la battaglia. Francesco I schierò l'esercito su un'unica linea, posizionandosi al centro con il grosso della cavalleria tra cui Baiardo. Gli svizzeri sferrarono il primo attacco proprio al centro. La cavalleria comandata dal Baiardo resse l'urto e ributtò indietro gli svizzeri che però si riorganizzarono immediatamente e pur se bombardati dalle artiglierie, riuscirono a compiere una manovra avvolgente che fu contrastata a fatica dai francesi. L'ala sinistra comandata dal duca d'Alencon non riuscì a sostenere l'urto e ci volle l'intervento di svariati squadroni di gendarmi, tra cui quello del Baiardo, per fermare l'attacco svizzero che minacciava di accerchiare il centro dove si trovava Francesco I in persona, la cui guardia scelta non aveva dato prova di gran tempra. Lo scontro fu tanto sanguinoso quanto incerto, fino a quando Bartolomeo d'Alviano, che il giorno prima era partito dal campo francese per radunar rinforzi, giunse con i suoi cavalieri da Lodi e al grido di "San Marco" caricò gli svizzeri sulla destra delle loro spalle facendo un gran trambusto, tanto che parse arrivare l'intero esercito veneziano. La carica disordinò il quadrato che allentò la pressione sulla sinistra; Francesco I e il Connestabile di Borbone ordinarono così un contrattacco e l'armata svizzera venne stretta da ambedue i lati, finché sfiancati e praticamente accerchiati i fanti svizzeri ruppero i ranghi e fuggirono. Il Connestabile ordinò l'inseguimento e Baiardo, alla testa della cavalleria francese, fece strage di fuggiaschi. A battaglia finita rimasero sul campo oltre ventimila morti. Della battaglia è famosa la definizione che ne diede il Trivulzio come riporta il Guicciardini:

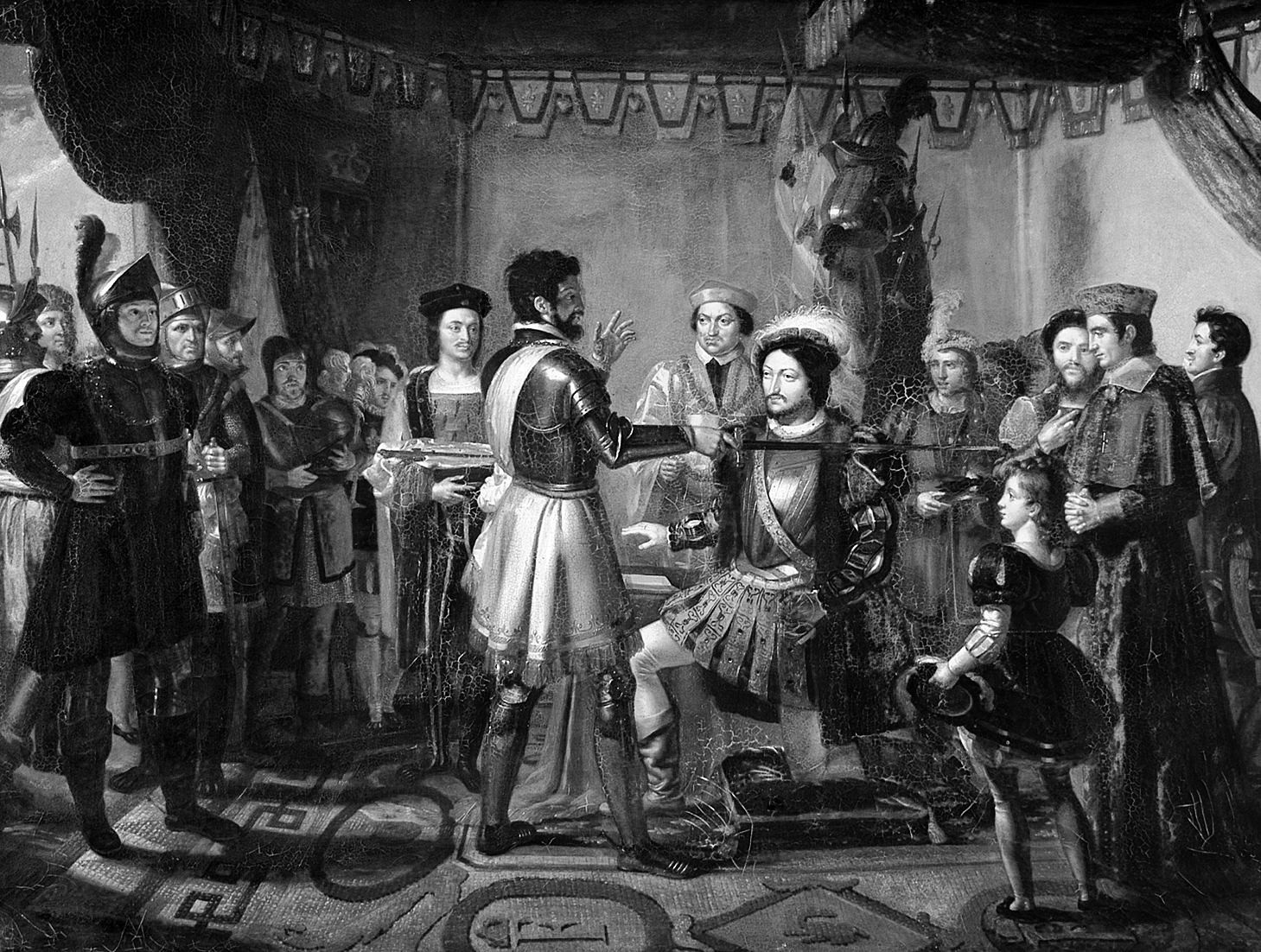
Francesco I fatto cavaliere sul campo dal Baiardo. Henri Buguet, 1817

"Di maniera che il Trivulzio, capitano che avea vedute tante cose, affermava questa essere stata battaglia non di uomini ma di giganti; e che diciotto battaglie alle quali era intervenuto erano state, a comparazione di questa, battaglie fanciullesche".
Il giorno seguente Francesco I chiese a Baiardo di esser fatto cavaliere sul campo, davanti a tutti i più illustri generali, comandanti, uomini d'arme e aristocratici che quel giorno avevano combattuto. Il condottiero, dopo aver toccato tre volte con la spada il Re, dichiarò che mai più avrebbe portato quella spada in guerra se non contro i Turchi o gli infedeli e che d'ora in poi avrebbe custodito l'arma come una reliquia. Fu sicuramente uno degli eventi più significativi e importanti della sua vita: fino a quel momento nessuno aveva mai fatto cavaliere sul campo un Re e così Francesco I divenne il "Re Cavaliere".
L'esercito proseguì verso Milano che capitolò definitivamente il 4 ottobre. Francesco I proseguì verso Bologna, dove avrebbe incontrato papa Leone X; a Milano restò il Connestabile Borbone in qualità di Viceré, anche Baiardo rimase a Milano per qualche tempo, impegnandosi a presidiare i confini del Ducato dagli attacchi imperiali.
Dopo la battaglia di Marignano, Francesco I si preoccupò di scendere a patti con Leone X e pur rinunciando alla politica di contrapposizione che aveva caratterizzato il regno di Luigi XII, pur pretendendo la restituzione di Parma e Piacenza che erano state riprese da Giulio II, il re francese lasciò che il Papa avesse mano libero nell'Italia centrale, promettendogli di non interferire nelle pretese avanzate su Firenze e consentendo l'acquisizione del Ducato di Urbino al nipote Lorenzo de' Medici.
Nel 1516 morì Ferdinando il Cattolico, cui succedette il nipote Carlo d'Asburgo il quale, nell'agosto dello stesso anno, si accordò con Francesco I. Il trattato firmato a Noyon fissava le aree di spartizione della penisola tra Francia e Spagna: a nord i francesi e a sud gli spagnoli. A seguito di tale trattato le operazioni militari si allentarono, lasciando lo spazio al gioco diplomatico. Nel 1519 Carlo d'Asburgo fu eletto Imperatore; da quel momento egli fu il signore di mezza Europa, quale unico beneficiario dell'eredità castigliana, aragonese, austriaca, imperiale e borgognone.

### Governatore del Delfinato
Durante la lunga tregua che durò dal 1515 al 1521, il Cavalier Baiardo in quanto Luogotenente Generale del Delfinato, si insediò a Grenoble e si dedicò con impegno al governo della regione, prendendo le necessarie misure contro i focolai di peste, le inondazioni e il brigantaggio. Ordinò e supervisionò diverse opere sugli argini del fiume Isère, fece costruire una diga sul Drac e edificò un ospedale posto fuori dalle mura cittadine che avrebbe accolto i lebbrosi.

### Quarta guerra d'Italia
La predominanza francese nelle questioni italiane legata al possesso del Ducato di Milano impediva che Leone X riuscisse a recuperare i domini che anelava in Emilia e soprattutto in Romagna, di questa situazione seppe approfittare l'Imperatore Carlo V, che mirava a reinsediare gli Sforza a Milano. Il Papa prestò così orecchio all'offerta di Carlo V che gli promise Ferrara, Parma e Piacenza, più un adeguato appoggio alla politica medicea in Firenze; in cambio il Papa avrebbe supportato l'Impero nella guerra contro Francesco I in Lombardia. Nel maggio del 1521 fu stipulata l'alleanza.
Le operazioni si aprirono su tre fronti, la Navarra, le Fiandre e la Lombardia. Francesco I conferì a Guglielmo Gouffier signore di Bonnivet, già Ammiraglio di Francia, il comando dell'esercito in Italia; costui raggiunse tale posizione non per i meriti conseguiti, ma solo perché fratello minore di Artus Seigneur Gouffier de Boisy, tutore di Francesco I. Il Re avrebbe pagato a caro prezzo questa sua miopia nello scegliere i propri uomini non per le loro reali competenze, ma per quanto gli si dimostravano devoti o perché nelle grazie della sorella o della madre. Una prova della poca lungimiranza di Francesco I in queste questioni era già stata sperimentata in occasione della battaglia di Marignano, quando la sua guardia scelta lasciò molto a desiderare nel corso del combattimento.
A sud i francesi riuscirono a conquistare la città di Pamplona, ma furono sconfitti nella battaglia di Noain. A nord invece Enrico III di Nassau-Breda e Franz von Sickingen, alla testa di due armate imperiali passarono i confini francesi e penetrarono nelle Ardenne. Francesco I ordino al Baiardo di raggiungere il nord della Francia e lì organizzare le difese.

#### Assedio di Mézières

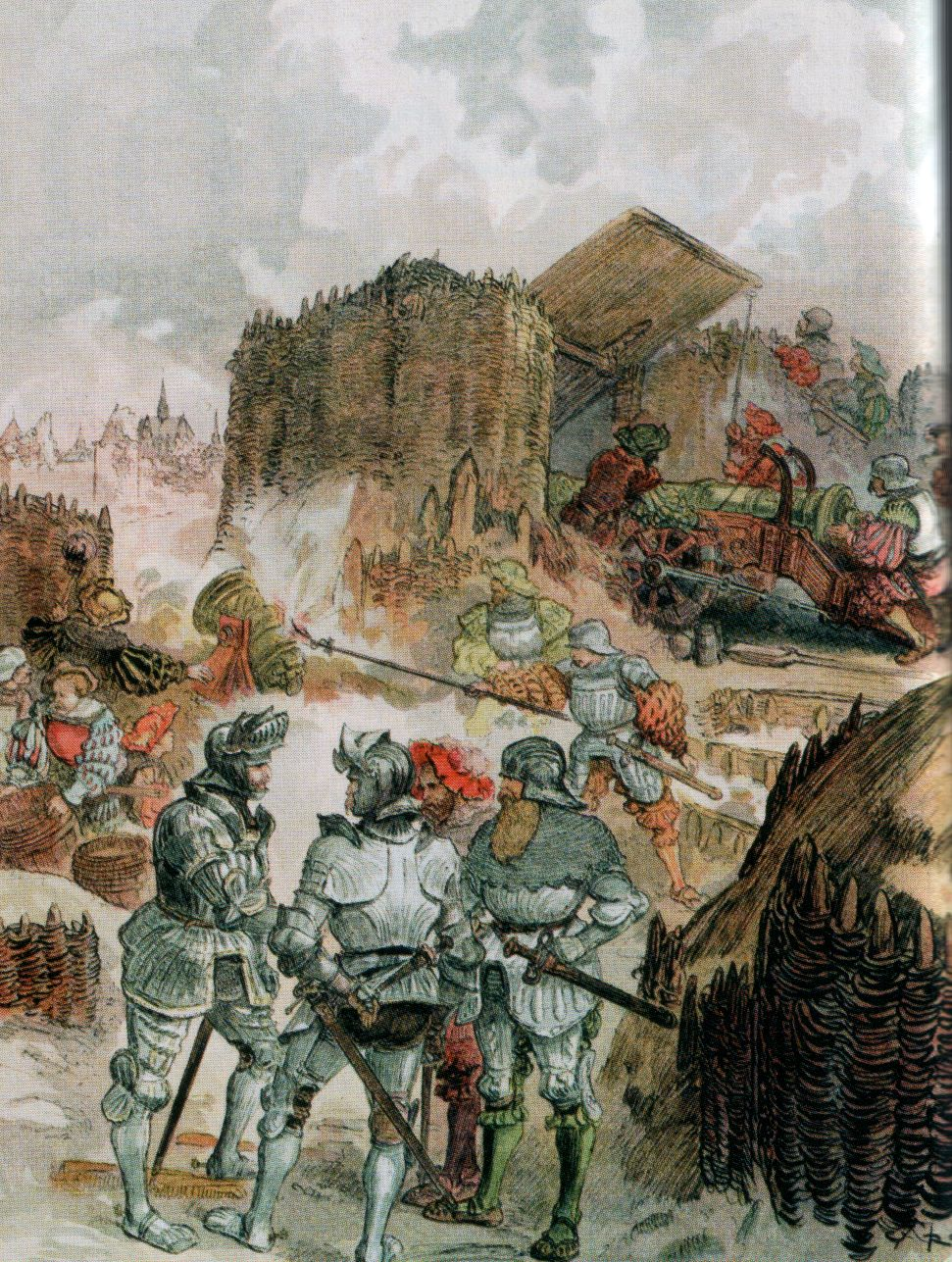
L'assedio di Mézières del 1521. Gustave Toudouz 1909

Enrico III e Franz von Sickingen raggiunsero Mouzon nell'agosto del 1521 e da lì assediarono la cittadina di Mézières, difesa da un migliaio di uomini comandati dal Baiardo. La cittadina mal si prestava ad essere difesa con un numero tanto esiguo di soldati, Baiardo si prodigò al fine di riassestare bastioni e fossati. Il primo assalto imperiale si sviluppò contemporaneamente su due lati, Franz von Sickingen con 15.000 uomini e Enrico III con 25.000, ma l'intenso bombardamento cui fu sottoposta la città non riuscì a sfondarne le mura e le fanterie non riuscirono a conquistare i bastioni. Per altre tre settimane la città venne cannoneggiata incessantemente. Baiardo ricevette la visita di un araldo imperiale che gli chiese di rinunciare a persistere nella difesa di un sito ormai perduto, promettendogli che qualora si fosse arrese sarebbe stato trattato come si conveniva ad un cavaliere di tale fama. Baiardo rifiutò e rispedì al campo imperiale l'araldo che comunicò la risposta ai comandi tedeschi, che indispettiti bombardarono le mura di Mézières per quattro giorni filati. I danni alle fortificazioni furono devastanti, inoltre Francesco I non avrebbe potuto inviare alcun rinforzo alla misera guarnigione impegnata a difendere la cittadella perché impegnato a raccogliere l'esercito presso Reims.
Vista la grave situazione in cui versavano i difensori, flagellati anche da un'epidemia di dissenteria, Baiardo tentò di sbloccare la situazione consegnando ad un contadino una lettera in cui diceva che Enrico III di Nassau-Breda, poco soddisfatto di come stava andando l'assedio e poco propenso a dividere il comando con Franz von Sickingen, era disponibile a passare al servizio del Re di Francia. La lettera volutamente destinata a Robert de la Marck fu intercettata dagli uomini del Sickingen, proprio come Baiardo aveva sperato. Il condottiero tedesco, leggendo del presunto tradimento di Enrico III credette di esser stato abbandonato e diede ordine che la sua armata si ritirasse. Vedendo le colonne nemiche prepararsi ad abbandonare l'assedio, il cavaliere ordinò alle artiglierie di tirare sui tedeschi, la ritirata si svolse sotto il bombardamento, aggiungendo confusione alla confusione. L'armata di Enrico III vedendo gli alleati allontanarsi si restrinse a Mouzon, rinunciando definitivamente all'assedio il 26 settembre 1521. Baiardo allora uscì immediatamente da Mézierès e si portò con i suoi uomini d'arme a Mouzon, che riconquistò, scongiurando così l'invasione imperiale nelle Ardenne e chiudendo definitivamente il fronte alle armate di Carlo V.
Quest'impresa fu la sua apoteosi, una vittoria talmente inaspettata e completa che Francesco I lo elesse Cavaliere dell'ordine di San Michele e gli mise a disposizione 100 uomini d'arme. La resistenza a Mézières oltre ad aver protetto i confini orientali del regno, aveva permesso al sovrano di radunare l'esercito e di scongiurare la guerra almeno su un fronte. Al Baiardo, Francesco I promise onori e importanti cariche nell'armata reale che si preparava a calare nuovamente in Italia, ma furono promesse vuote poiché il successo ottenuto dal cavaliere rischiava di offuscare altri militari, più influenti e vicini alla corte. Baiardo non ebbe più alcun incarico di rilievo, anzi pagò cara la sua stretta amicizia col Connestabile di Borbone, il quale stava già maturando quei contrasti con Francesco I che lo porteranno, nel 1523 a mettersi al servizio di Carlo V.
Baiardo non fu chiamato a corte e rientrò a Grenoble finché il Re non lo assegnò all'armata che avrebbe invaso l'Italia agli ordini dell'Ammiraglio Bonnivet.

#### La campagna in Lombardia dell'Ammiraglio Bonnivet
Se nelle Ardenne e in Piccardia i francesi erano abilmente riusciti a stroncare l'invasione imperiale, in Italia la situazione era ben diversa. Il 27 aprile 1522 Odet de Foix conte di Lautrec aveva subito una cocente sconfitta da parte dell'armata ispano-pontificia comandata da Prospero Colonna nei pressi della Bicocca e dovette evacuare la Lombardia. Francesco II Sforza, appoggiato da Carlo V, rientrò a Milano in qualità di Duca, alla perdita di Milano seguì anche Genova, conquistata dagli imperiali nello stesso anno. I domini francesi nell'Italia settentrionale furono cancellati nel giro di un anno. Ad aggravare ancor di più questa situazione, già profondamente compromessa, avvenne il passaggio del Connestabile di Borbone nelle file dell'esercito imperiale. Francesco I perdeva così quello che fino ad allora era stato il suo miglior generale, principale artefice della vittoria di Marignano e della difesa della Piccardia.

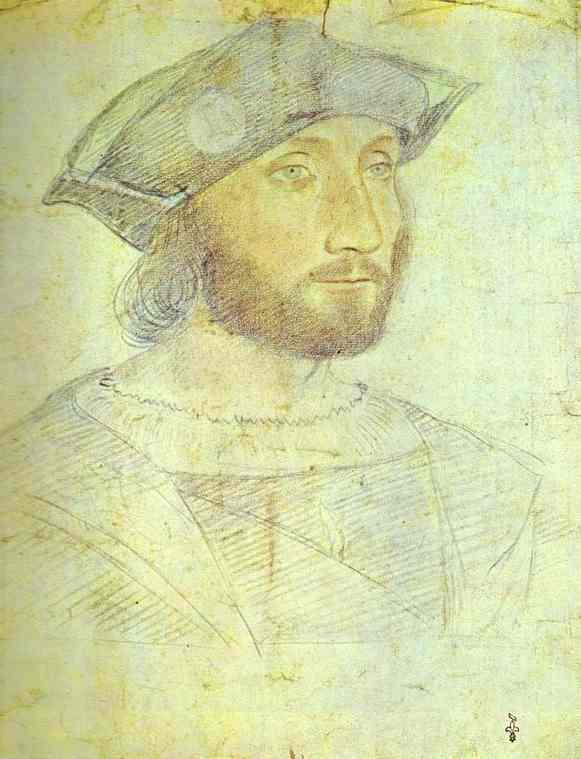
Guillaume Gouffier, Signore di Bonnivet. Jean Clouet, 1516

Nel 1523 Francesco I allestì un nuovo corpo di spedizione che affidò ai comandi del Bonnivet. Baiardo varcò di nuovo le Alpi e discese in Italia. L'armata contava 1 800 lance, 10 000 fanti svizzeri, 6 000 lanzichenecchi, 12 000 francesi e 3 000 italiani; raggiunse Novara che si arrese senza combattere, seguì Vigevano e con questa tutta la regione ad occidente del Ticino. Guadato il fiume, il Bonnivet fece campo a San Cristoforo, poco distante da Milano, da lì dette ordine di distruggere i mulini al fine di privare la città dell'acqua, per poi marciare su Monza e occuparla. Baiardo alla testa di 300 lance e 8 000 fanti assaltò con successo Lodi, presidiata da un migliaio di uomini agli ordini di Federico II Gonzaga che si diede alla fuga e riparò a Pontevico, all'interno del suo castello. I francesi allora tentarono l'assedio di Cremona, ma le piogge torrenziali li costrinsero a rinunciare, costretti a ripiegare verso nord devastarono le campagne e i borghi sino a Caravaggio.
L'Ammiraglio Bonnivet sperava che Milano si arrendesse per fame, ma Prospero Colonna intuì il piano francese e riuscì a chiudere i collegamenti tra l'esercito oltremontano e la Lomellina, interrompendo così i vettovagliamenti. A Milano nel frattempo si ricostruirono i mulini e venne così alleviata la penuria di viveri in cui versava la città. Incapace di tenere le posizioni, l'armata francese, divisa in due, fu ripartita tra Abbiategrasso e Rosate, diversi battaglioni furono licenziati e rimandati in Francia, il Bonnivet sperava di svernare per poi riprendere l'offensiva una volta giunti i rinforzi promessi da Francesco I. Baiardo, accampato ad Abbiategrasso, ricevette dall'Ammiraglio l'ordine di raggiungere Robecco e fortificare il paese, pur sottolineando l'inutilità di una tale manovra nelle misere condizioni in cui versava l'esercito francese, il cavaliere obbedì all'ordine e raggiunse il borgo con 200 uomini d'arme e diversi fanti, prima della partenza però dispose che tutti il suo equipaggiamento e i suoi cavalli fossero condotti a Novara.
Raggiunto Robecco il cavaliere si rese conto che tenere il paese, aperto in ogni direzione e privo di difese, sarebbe stato impossibile, scrisse quindi più volte al Bonnivet informandolo che se voleva preservare quel borgo avrebbe dovuto inviargli più uomini, ma le sue lettere rimasero senza risposta. Baiardo intuendo che le armate imperiali sarebbe presto sopraggiunte, obbligò i suoi uomini a sorvegliare giorno e notte le campagne circostanti, per diverse notti rimase sveglio finché non si ammalò e fu costretto a rientrare nei suoi alloggi per rimettersi. Rimase tuttavia perennemente armato e mai si tolse l'armatura, neanche quando dormiva. L'attacco degli imperiali, comandato da Giovanni dei Medici e dal Marchese di Pescara non si fece troppo attendere. Le truppe spagnole e italiane vestivano lunghe camicie bianche sopra le armature al fine di riconoscersi. Quando le vedette francesi li avvistarono, Baiardo, già armato, salì in sella ed insieme ai suoi uomini d'arme accorse a bloccare le truppe nemiche che già sciamavano nel paese. Resosi conto dell'impossibilità di tenere le posizioni, il cavaliere ordinò la ritirata che coprì personalmente, finché non raggiunse Biagrassa con quanto rimaneva del suo contingente.

##### La battaglia di Romagnano

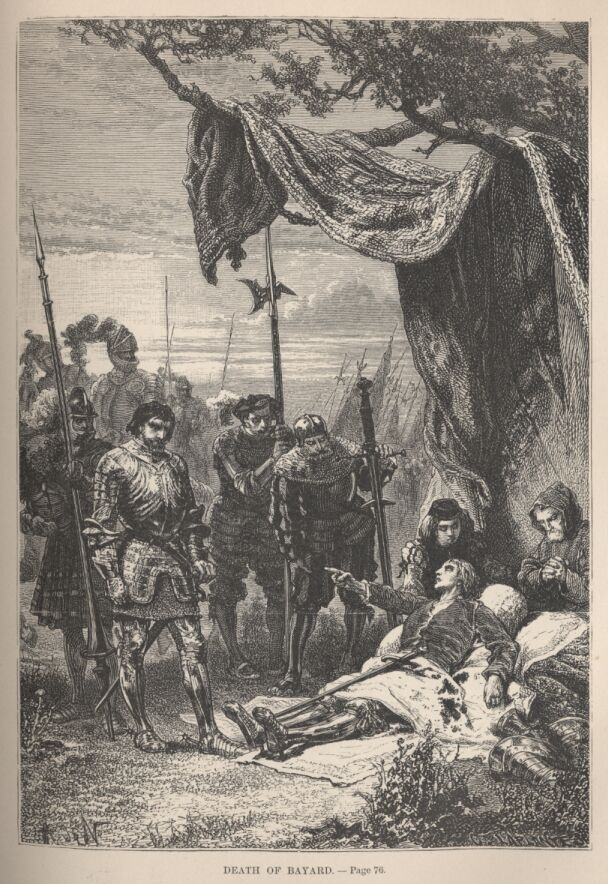
La morte del cavalier Baiardo a Rovasenda.

L'esercito francese, sempre più malmesso, abbandonò Rosate e si concentrò nella piazzaforte ben difesa di Biagrassa, devastando e bruciando tutte le campagne circostanti. Intanto giungevano in Lombardia i rinforzi imperiali, comandati proprio dal Connestabile di Borbone, nominato da Carlo V Generalissimo della Armate imperiali e Luogotenente Generale dell'Impero in Italia. Giunti a 5 miglia da Biagrassa gli alti comandi imperiali rinunciarono ad assaltare i francesi poiché reputarono Biagrassa imprendibile, preferendo disporsi tutt'intorno alla cittadella al fine di interrompere i vettovagliamenti che rifornivano i francesi. Per ben volte l'Ammiraglio francese schierò i suoi uomini in ordine di battaglia al fine di spezzare l'accerchiamento imperiale e per ben due volte l'armata imperiale, pur superiore di numero, rifiutò lo scontro campale che gli veniva offerto. Il Bonnivet commise allora l'errore di abbandonare Biagrassa e prese la via di Novara dove sperava di riunirsi con i rinforzi svizzeri stipendiati da Francesco I, nel frattempo buona parte del suo esercito abbandonò il generale e riprese la via delle Alpi verso la Francia, tra cui 5 000 fanti del Cantone dei Grigioni i quali lamentarono la mancanza dello stipendio promesso.
Il 28 aprile 1524 l'Ammiraglio Bonnivet uscì da Novara e raggiunse rapidamente Romagnano dove fece campo, il Connestabile di Borbone si era intanto posizionato poco distante con l'armata imperiale. L'indomani i francesi gettarono un fiume di barche sul Sesia e attraversarono il fiume senza che gli imperiale si accorgessero di nulla. Quando giunse loro la notizia dell'avvenuto passaggio, il Connestabile lanciò i suoi cavalleggeri all'inseguimento, ma la retroguardia francese capitanata dal Baiardo resse agli attacchi, respingendo senza problemi gli assalti. La sera del 29 aprile l'Ammiraglio simulò di far campo presso Gattinara, ma in realtà dispose che si avanzasse sino a Rovasenda, mentre le truppe imperiali fecero campo a Romagnano. Il giorno dopo le scaramucce ripresero. La retroguardia francese continuava a resistere agli attacchi dei cavalleggeri di Fernando Francesco d'Avalos, finché 200 cavalieri mantovani trovato un guado, attraversarono il fiume e si gettarono sulle artiglierie francesi. il Bonnivet accorse a stroncare l'attacco ma si trovò esposto al fuoco degli archibugieri spagnoli e gravemente ferito ad un braccio fu trasportato dai suoi attendenti lontano dal campo di battaglia. Baiardo allora ordinò ai suoi uomini d'arme di caricare, al fine di coprire la sempre più difficoltosa ritirata, ma una volta urtati e ribattuti i cavalieri imperiali, un colpo di archibugio lo colpì alla schiena.
Il cavaliere sbalzato dal cavallo, con la schiena rotta dal proiettile, chiese ai suoi scudieri di esser adagiato contro un albero, con il volto rivolto verso i nemici.
Quando l'armata imperiale raggiunse il moribondo, il Connestabile di Borbone, che era stato compagno d'arme e amico del cavaliere per più di 15 anni, gli promise l'intervento dei migliori chirurghi dell'Impero, ma il cavaliere rifiutò il soccorso, dicendo che egli moriva da uomo dabbene, mentre provava pietà per il vecchio amico, che serviva contro il suo re, la sua terra e il suo giuramento.
Venne sepolto a fianco della piccola Chiesa di San Martino di Breclema, a Romagnano Sesia.
Nel 1822 i suoi resti vennero traslocati nella Collegiata di Sant'Andrea, a Grenoble. Tuttavia il luogo definitivo di sepoltura resta ancora impreciso.

### La tomba del Baiardo

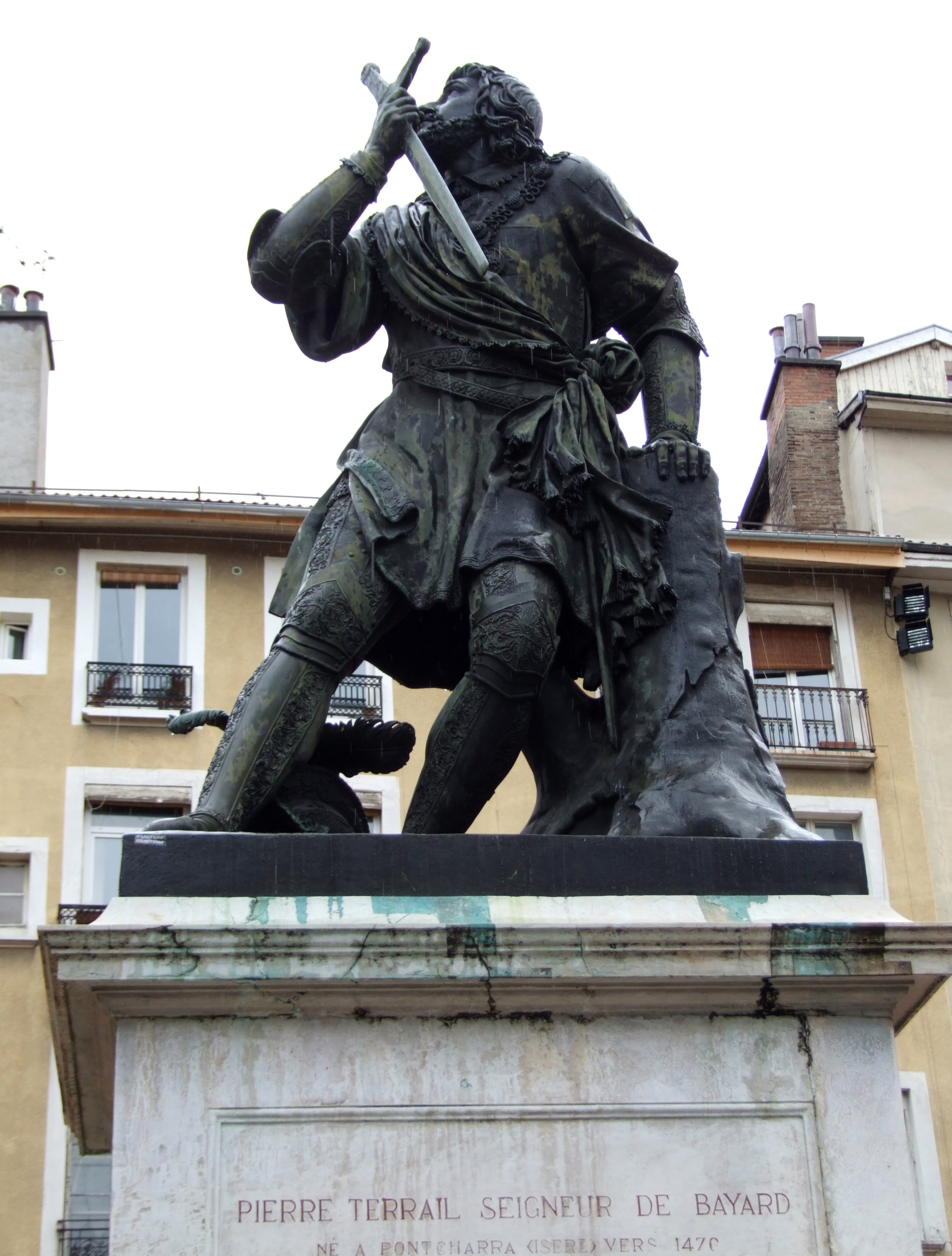
Statua del Cavalier Baiardo a Grenoble. Nicolò Raggi, 1823

Sul luogo della morte, generalmente dato nella selva di Rovasenda, e sulla sua primitiva sepoltura, si è insistito in decenni recenti per Romagnano con una provvisoria sepoltura nella cosiddetta "cantina dei Santi", un locale dell'abbazia di San Silano, di cui ancora non si conosce precisamente la destinazione e dove sono stati restaurati degli affreschi con le storie di Davide in 28 capitoli, dall'infanzia all'unzione a re d'Israele, con legende di diretta citazione biblica. Gli affreschi vengono datati alla metà del XV secolo, all'epoca dell'abate Pietro Tizzoni. Chi invece vuole farne la tomba del Baiardo legge le lettere P T, ivi dipinte, Pierre de Terrail e riporta a quel casato i relativi stemmi ivi presenti, che perfettamente, invece, coincidono con quelli della famiglia dei Tizzoni di Crescentino.
Secondo questa teoria si sarebbe temporaneamente sepolto in quel luogo il cavaliere senza macchia e senza paura e decorata la stanza con le storie di Davide, solo, però, va detto, fino a diventare re. Il contemporaneo Symphorien Champier che aveva sposato una donna della famiglia Terrayl ed era medico del duca di Lorena, attivo nella Lombardia occidentale, sui campi di Marignano e di Pavia, e forse, presente alle ultime fasi della lotta che portarono alla morte di Baiardo in fuga verso la Francia, scrisse Histoire des gestes du preux et vaillant chevalier Bayard dauphinois..., Lyon 1525, dove non si fa riferimento a Romagnano come luogo di morte, né all'abbazia di S. Silano, quale luogo di sepoltura di pochi giorni. Lo Champier, nel lodare il Bayard, scrive un capitolo di comparazione e imitazione di Bayard con il re David, ma le brevi righe non hanno alcun riscontro con la storia di Davide di Romagnano Sesia, che gli studiosi d'arte rimandano al XV secolo.
Il confronto tra Davide e Baiardo avviene, nello Champier, per la pratica della virtù della preghiera, la lotta contro Golia con significati particolari, non espressi dagli affreschi abbaziali, per la grande carità dei due. La insistente proposta di una sepoltura provvisoria con storie di Davide dipinte in modo veloce, sul momento e per l'occasione, non è mai stata seguita da altri.

## Discendenza
Jacques de Mailles riferisce che per molti anni (si può dire per tutta la vita, se si esclude il primo amore platonico giovanile) Baiardo fu innamorato di una donna la cui identità tuttavia non confesserà mai. A Cantù, nel 1501, nacque l'unica figlia di Baiardo: Jeanne Terrail, che il padre fece allevare in Francia dalla propria sorella Jeanne, suora nell'abbazia des Ayes, non potendo egli, impegnato in tante battaglie, prendersene cura. Poiché bambina non è mai definita "bastarda" ma sempre "figlia" e poiché Baiardo rifiuterà in futuro le nozze propostegli dalla regina Anna, si è indotti a ritenere che egli ne avesse sposato la madre. Sulla stessa identità della madre della bambina si sono fatte varie ipotesi: numerosi indizi portano a pensare che si trattasse addirittura della stessa duchessa di Savoia Bianca di Monferrato, rimasta vedova giovanissima, a maggior ragione che Baiardo era presente in quel periodo in Piemonte e che egli stesso afferma che la bambina è nobile e figlia di una signora di grande casa. L'ipotesi è sostenuta con forza da Paul Ballaguy, mentre Camille Monnet la rifiuta categoricamente.

## Eredità e menzioni postume

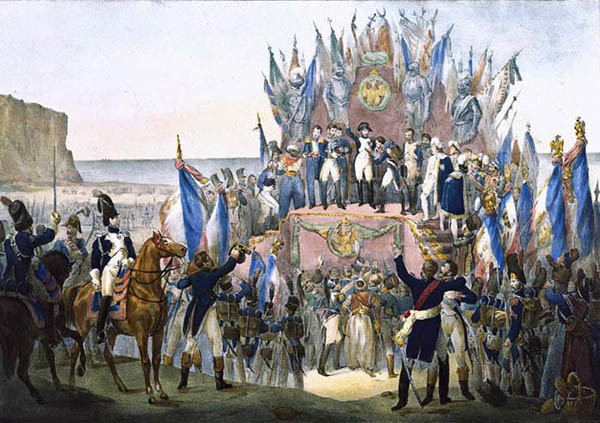
Jean Victor Adam, Seconda assegnazione delle Legion d'onore il 16 agosto 1804 al parco di Boulogne, 1830 circa. Tra le quattro armature sul podio c'è quella del Baiardo

Se già i contemporanei chiamavano frequentemente Pierre Terrail il «cavaliere senza macchia e senza paura» oppure il «buon cavaliere», le sue gesta ebbero ampia eco dopo la sua morte. Il comportamento del Baiardo, legato ancora ai codici di una cavalleria ideale, ormai tramontata innanzi allo sviluppo sempre più rapido e funzionale delle armi da fuoco, affascinò molti artisti e scrittori che gli tributarono statue, dipinti e opere teatrali, ammantando di leggende molte delle sue prodezze, come fu in particolare per l'evento del ponte sul Garigliano. Non c'è dubbio che egli fu il campione di due sovrani e il più celebrato cavaliere del suo tempo, tanto che re e papi chiesero invano i suoi servigi.
- La sua vita fu celebrata nel Très joyeuse, plaisante et récréative histoire du bon chevalier sans paour et sans reproche, le gentil seigneur de Bayart composée par le Loyal serviteur, scritto nel 1527 da Jacques Joffrey, suo compagno d'arme e attendente.
- Paolo Giovio dedica ampio spazio al cavaliere nel suo Le vite del Gran capitano e del marchese di Pescara.
- Guido Gerosa, nel suo libro su Carlo V, definisce Baiardo «il più nobile di tutti i guerrieri cristiani» e ancora «l'angelo sterminatore della spada».
- Pierre-Laurent Buirette compose nel 1771 la tragedia Gaston et Bayard, tragédie en cinq actes et en vers.
- Jean Victor Adam dipinse una litografia in cui Napoleone consegna la Legion d'Onore all'ombra delle armature di Bertrand du Guesclin e del cavalier Baiardo.
- Al Musée de l'Armée di Parigi è conservata un'armatura attribuita al cavaliere.
- In svariate città francesi, tra cui Grenoble e Charleville-Mézières, sono presenti statue commemorative.
- Baiardo compare fra i personaggi del romanzo "Ettore Fieramosca" di Massimo d'Azeglio.
- A Baiardo è dedicato il poemetto "Morte di Bajardo" di Domenico Tumiati.
- Giosuè Carducci, nella Sacra di Enrico Quinto, menziona Baiardo come il più celebre cavaliere:

Che coprí morenti in campo San Luigi e il pro' Baiardo.»
(Giambi ed epodi (1906), Libro II)

## Baiardo nella cultura di massa
- Nella pellicola comica del 1988 Sans peur et sans reproche Baiardo è interpretato da Rémi Martin.
- Nella mini-serie del 1964 Bayard Baiardo è interpretato da René Roussel.
- A Baiardo è dedicata la serie di fumetti del 1964-1965 Les aventures du Chevalier Bayard in 16 numeri e tre speciali intitolati Blason d'or.
- A Baiardo è dedicato il fumetto L'histoire de Bayard di Nelly Moriquand e Fabien Lacaf (2006).